# Dúbrava (700 m)
Dúbrava (700 m) – szczyt w Rudawach Słowackich (Slovenské rudohorie). W regionalizacji słowackiej zaliczany jest do Pogórza Rewuckiego (Revucká vrchovina). Wznosi się nad miejscowościami: Koceľovce, Roštár, Ochtiná i Rochovce. Stoki południowo-zachodnie opadają do doliny rzeki Štítnik, północno-wschodnie do doliny Hankovskiego Potoku (Hankovskẏ potok).
Dúbrava znajduje się w zakończeniu długiego, południowo-wschodniego grzbietu Stolicy. Nieco dalej na południowy wschód znajduje się jeszcze jeden tylko, niższy i bezimienny wierzchołek 519 m, będący właściwie przedwierzchołkiem Dúbravy. Zamontowano na nim wieżę przekaźnika telekomunikacyjnego. Szczyt Dúbravy i stoki są porośnięte lasem bukowym.